# 内田俊宏
内田 俊宏（うちだ としひろ、1968年1月25日 ）は経済学者。専門分野はマクロ経済・地域経済。三菱UFJリサーチ&コンサルティング調査部 シニアエコノミストを経て、2015年4月より中京大学経済学部 客員教授。地域経済を専門分野とし、中京ローカルで多くのテレビ・ラジオ・新聞等のメディアに出演中。

## 略歴
- 1968年1月25日 青森県八戸市生まれ[1]。
- 1986年3月 青森県立八戸高等学校 卒業。
- 1991年3月 一橋大学経済学部 卒業[2]。
- 1991年4月 野村證券株式会社 入社[3]。
- 1993年2月 株式会社東海総合研究所（現・三菱UFJリサーチ&コンサルティング株式会社）入社[3]。
- 2002年 名古屋大学大学院経済学研究科博士前期課程 修了（修士 (経済学)）[2]。
- 2002年 株式会社UFJ総合研究所（現・三菱UFJリサーチ&コンサルティング株式会社）エコノミスト。
- 2002年4月 - 2003年3月　名古屋大学大学院経済学研究科附属 国際経済動態研究センター 客員研究員（兼務）。
- 2006年1月 三菱UFJリサーチ&コンサルティング株式会社 調査部 シニアエコノミスト[3]。
- 2014年8月　中京大学経済研究所 研究員。
- 2015年4月　中京大学経済学部 客員教授、学校法人梅村学園 評議員[3]。
- 2015年6月　株式会社十六総合研究所アドバイザー。
- 2019年4月　学校法人梅村学園 常任理事（渉外担当）[2][3]。
- 2021年5月　株式会社壱番屋 取締役[3]。

中京大学経済学部には、同姓同名の内田俊博准教授のほか、前任も内田光穂客員教授と、同姓が多く混同しやすい。

## 委員
- 国土交通省中部地方整備局 社会資本整備審議会中部地方小委員会委員
- 国土交通省中部地方整備局 名古屋圏の環状道路等の整備効果に関する検討会委員
- 愛知県 産業労働計画策定委員会委員
- 愛知県 まち・ひと・しごと創生総合戦略推進会議委員
- 愛知県 愛知県地震対策有識者懇談会委員
- 愛知県 「新しい政策の指針」フォローアップ会議委員
- 愛知県 新たな地球温暖化防止戦略策定委員会委員
- 名古屋港管理組合 名古屋港基本計画検討委員会委員
- 名古屋港管理組合 名古屋港ガーデンふ頭東地区再開発事業審査委員会委員
- 青森県 青森県総合計画審議会委員
- 青森県 元気あおもり応援隊プロデューサー
- 函館市 経済再生会議委員

## 出演

### テレビ番組
- ドデスカ! （メ〜テレ、土曜コメンテーターとして出演）
- みんなのニュース One （東海テレビ、コメンテーターとして出演）
- キャッチ! (中京テレビ、コメンテーターとして出演）
- UP! （メ〜テレ、コメンテーターとして出演）
- イッポウ （CBCテレビ、コメンテーターとして出演）
- 日曜なもんで （テレビ愛知、レギュラーコメンテーターとして出演）～2015.3
- ゴゴスマ -GO GO!Smile!- （CBCテレビ、コメンテーターとして出演）～2014.9
- おはよう東海「金曜トーク」（NHK名古屋放送局、不定期出演）

### ラジオ番組
- 矢野きよ実の朝は矢野流（東海ラジオ、水曜レギュラーコメンテーターとして出演）
- 多田しげおの気分爽快!!朝からP・O・N（CBCラジオ、コメンテーターとして出演）
- 土曜ワイド 広瀬隆のラジオでいこう!（CBCラジオ、コメンテーターとして出演。バラエティ要素が強いこともあり、他の番組では見せない一面を見せる）
- 中部あさいちばん（NHK名古屋放送局、出演）
- 源石和輝 モルゲン!!「モルゲンジャーナル」（東海ラジオ、水曜レギュラーコメンテーターとして出演）～2014.9
- 丹野みどりのよりどりっ!（CBCラジオ、コメンテーターとして出演）
- Z-BIZ.（ZIP-FM、隔週火曜コメンテーターとして出演）